# Miralbaida
Miralbaida es un barrio de la ciudad de Córdoba (España), perteneciente al distrito Poniente Norte. Está situado en zona norte del distrito. Limita al este con el barrio Huerta de Santa Isabel; al sur, con el barrio de Electromecánicas; al oeste, con el barrio de Palmeras; y al norte, con Santa Isabel Este (en construcción).
. El alcalde es Pedro Fontalba